# Pseudomonadales
Pseudomonadales es un orden de Gammaproteobacteria.  Algunos de sus miembros son patógenos oportunistas, como es el caso de diversas  Pseudomonas, por ejemplo, P. aeruginosa, que puede colonizar el tracto respiratorio y es la principal causante de las complicaciones respiratorias en la fibrosis quística, o P. syringae, que es un patógeno de las plantas. Otros géneros de este orden son  Moraxella y Acinetobacter; este último pueden causar neumonía.